# Les Basques
A Regionalidade Municipal do Condado de Les Basques está situada na região de Bas-Saint-Laurent na província canadense de Quebec. Com uma área de mais de mil quilómetros quadrados, tem, segundo o censo de 2006, uma população de cerca de nove mil pessoas sendo comandada pela cidade de Trois-Pistoles. Ela é composta por 12 municipalidades: 1 cidade, 5 municípios, 5 freguesias e 1 território não organizado.

## Municipalidades

### Cidade
- Trois-Pistoles

### Municípios
- Notre-Dame-des-Neiges
- Sainte-Rita
- Saint-Guy
- Saint-Jean-de-Dieu
- Saint-Médard

### Freguesias
- Saint-Clément
- Sainte-Françoise
- Saint-Éloi
- Saint-Mathieu-de-Rioux
- Saint-Simon

### Território não organizado
- Lac-Boisbouscache